# Rhynchoconger nitens
Rhynchoconger nitens és una espècie de peix pertanyent a la família dels còngrids.

## Descripció
- Pot arribar a fer 40 cm de llargària màxima (normalment, en fa 30).
- Cos cilíndric i molt allargat.
- Ulls ben desenvolupats.[6][7][8]

## Hàbitat
És un peix marí, demersal i de clima tropical (30°N-2°N) que viu entre 25 i 90 m de fondària.

## Distribució geogràfica
Es troba al Pacífic oriental central: des del golf de Califòrnia fins a Colòmbia.

## Observacions
És inofensiu per als humans.